# John J. Gardner
John James Gardner (17 de Outubro de 1845 - 7 de Fevereiro de 1921) foi um político americano do Partido Republicano que representou o segundo distrito eleitoral de Nova Jersey na Câmara dos Representantes dos Estados Unidos de 1891 à 1913 e foi o Prefeito de Atlantic City, Nova Jersey.

## Biografia
Nascido no Condado de Atlantic, Nova Jersey, Gardner estudou em escolas públicas e na University of Michigan Law School em 1866 e 1867. Serviu na 6º Infantaria Voluntária de Nova Jersey de 1861 a 1865 e um ano nos Voluntários Veteranos dos Estados Unidos. Envolveu-se no ramo imobiliário e de seguros. Em um acidente trágico em 1899, seu filho Albert de 17 anos estava andando de bicicleta em Egg Harbor City tentando atravessar as linhas férreas quando foi atingido por um trem expresso veloz, o "Nelly Bly" e morreu na hora.
Gardner foi eleito vereador de Atlantic City em 1867. Trabalhou como o Prefeito de Atlantic City, Nova Jersey em 1868 a 1872 e novamente de 1874 a 1875. Trabalhou como membro da câmara municipal e delegado do Condado de Atlantic em 1876. Era um membro do Senado de Nova Jersey de 1878 a 1893 trabalhando com o presidente em 1883. Envolveu-se em atividades agrícolas. Era um representante da Convenção Nacional Republicana de 1884.
Gardner foi eleito Republicano ao quinquagésimo terceiro e aos nove Congressos seguintes (4 de Março de 1893 - 3 de Março de 1913). Trabalhou como presidente do Comitê do Trabalho. Foi um candidato mal sucedido para a reeleição em 1912 ao sexagésimo terceiro Congresso e recomeçou as atividades agrícolas.
Morreu de doença cardíaca em sua fazenda em Indian Mills, Shamong Township, Nova Jersey no dia 7 de Fevereiro de 1921 e foi sepultado no Cemitério de Atlantic City em Pleasantville, Nova Jersey.